# Васильев, Георгий Михайлович
Георгий Михайлович Васильев (2 декабря 1892 — 25 февраля 1949, Москва) — русский и советский театральный актёр и режиссёр, народный артист РСФСР.

## Биография
Георгий Михайлович Васильев родился 2 декабря 1892 года. Сценическую деятельность начал в 1909 году в Одессе. Работал в театрах Баку, Саратова, Пензы, Горького, в Воронежском театре драмы.
С 1941 года выступал в Центрального театра Красной (Советской) Армии.
Умер  25 ноября 1949 года в Москве. Похоронен в Москве на Введенском кладбище (20 участок).

## Награды и премии
- Заслуженный артист РСФСР (13 июня 1935)
- Заслуженный деятель искусств РСФСР (11 января 1940)
- Народный артист РСФСР (22 октября 1946)

## Работы в театре

### Режиссёр
Воронежский театр:
- 1936 — «Враги» М. Горького
- 1938 — «Мещане» М. Горького
- 1940 — «Ревизор» Николая Васильевича Гоголя

### Актёр
- «Маскарад» М. Лермонтова — Арбенин
- «Ревизор» Н. Гоголя — Городничий
- «Человек с ружьём» Н. Погодина — Иван Шадрин
- «Последние» М. Горького — Коломийцев
- «Варвары» М. Горького — Черкун
- «Мещане» М. Горького — Тетерев
- «Пархоменко» Вс. Иванова — Пархоменко
- «Сталинградцы» Ю. Чепурина — Командир Сталинградской дивизии Климов
- «Южный узел» А. Первенцева — маршал Василевский